# Eşfak Aykaç
Eşfak Aykaç (* 1. Januar 1918 in Kınalıada, Istanbul; † 21. November 2003 in Bakırköy, Istanbul) war ein türkischer Fußballspieler und -trainer.

## Spielerkarriere
Eşfak Aykaç begann seine Karriere 1936 bei Galatasaray Istanbul. In seiner ersten Saison erzielte der Mittelfeldspieler elf Tore in elf Spielen. Für die Gelb-Roten spielte der Mittelfeldspieler zehn Jahre lang. In dieser Zeit gewann er während der Saison 1941/42 die Istanbul Kupası. 1946 beendete Aykaç seine Karriere.

## Trainerkarriere
Am 27. August 1961 wurde Aykaç für ein Ligaspiel Cheftrainer von Beykozspor. Die Begegnung gegen Beşiktaş Istanbul verlor Beykozspor mit 0:1. Vor dem Beginn der Saison 1963/64 kehrte Aykaç auf die Trainerbank zurück und übernahm den Erstligisten Feriköy SK. Im Februar 1964 wurde Aykaç entlassen und kehrte sieben Monate später zurück. 
Die Spielzeit 1964/65 beendete seine Mannschaft auf dem 11. Platz. Nach dieser Saison verließ er Feriköy. Im Februar 1967 übernahm Eşfak Aykaç zum dritten Mal Feriköy. Vor der Saison 1967/68 wurde er mit Bülent Eken Cheftrainer bei Galatasaray Istanbul. Seine letzte Station war in der Spielzeit 1968/69 Altınordu Izmir. Diese trainierte er bis zum 24. Spieltag und wurde danach entlassen. 
Nach seiner Karriere als Trainer arbeitete er als Sportreporter für einige Tageszeitungen, unter anderem Hürriyet.

## Erfolg
- Istanbul Kupası: 1942